# Simon Mathew
Simon Mathew, född 1984, är en dansk sångare som framförde Danmarks bidrag All Night Long i Eurovision Song Contest 2008 i Belgrad, Serbien. Mathew vann över gruppen UNITE i den nationella finalen med endast två poäng.
Vid Eurovision Song Contest tog sig bidraget vidare från semifinalen och slutade i finalen på plats 15 med 60 poäng.